# 后置前驱
后置发动机，前轮驱动布局（英語：Rear-engine, front-wheel-drive layout），简称后置前驱布局，是一种罕见的机动车动力布局方式。如名称所示，其意味着车辆的发动机重心位于后轮轴上或其后部，同时发动机通过穿过车体的驱动轴驱动前轮作为动力。
后置前驱是汽车历史上非常罕见的构型，因其导致车辆的重心过于靠后，而用作驱动的前轮承载较低，故此很不利于加速，此外爬坡也较为吃亏。故此在历史上仅有少量概念车和原型车有采用。不过早期一些人认为通过较好的设计，可以使后置前驱车具有较好的碰撞性能。此外，由于后置前驱车的重心较为靠后，因此很适合用在叉车上，因为发动机的重量很容易用来平衡叉车前面的货物重量。
少量坦克采取后置前驱布局，例如黑豹坦克、M3李将军坦克和M4谢尔曼。